# Незмінний об'єкт
Незмі́нний об'є́кт (англ. Immutable object) — в об'єктно-орієнтованому програмуванні, об'єкт, стан якого не може бути змінено після створення. На противагу незмінним, стан змінних об'єктів може змінюватись після створення. Об'єкт може бути як незмінним повністю, так і певні його атрибути можуть бути задекларовані незмінними, використовуючи, наприклад, декларацію const мови програмування C++. У деяких випадках, об'єкт вважається незмінним навіть тоді, коли змінюються деякі його внутрішні атрибути, за умови, що зовні його стан виглядає незмінним. Наприклад, об'єкт, який використовує запам'ятовування результатів проміжних обчислень для кешування результатів складних обчислень, може вважатись незмінним. Початковий стан незмінного об'єкта, як правило, визначається під час створення об'єкта, але, він може, також, визначатись безпосередньо перед використанням об'єкта.
Часто, незмінні об'єкти можуть бути корисними через те, що вони дозволяють уникнути деяких дорогих операцій копіювання та порівняння, полегшуючи, в такий спосіб, вихідний код програми, та прискорюючи її роботу. Однак, у деяких випадках, незмінність об'єкта може заважати, наприклад, якщо об'єкт містить велику кількість змінних даних. Через це, багато мов програмування мають можливості роботи як із змінними, так і з незмінними об'єктами.
Незмінні об'єкти часто бувають корисними завдяки тому, що вони по суті потоко-безпечні. Інша перевага в тому, що вони є простішими для розуміння  і пропонують більш високий рівень безпеки, ніж змінювані об'єкти.

## Реалізація
Незмінність об'єкту не означає, що фізична пам'ять в якій зберігається об'єкт не має доступу для запису. Скоріше, властивість бути незмінним йому задається під час компіляції у вигляді конструкції, яка вказує програмісту що можна робити з об'єктом через його інтерфейс, не зважаючи на те, що в абсолютній ситуації він може змінити його (наприклад, в обхід системи типів або порушуючи константність в C або C++).

### Ada
В Ada будь-який об'єкт оголошується або variable (тобто змінним), або constant (тобто незмінним) через ключове слово constant.
```
type
 
Some_type
 
is
 
new
 
Integer
;

x
:
 
constant
 
Some_type
:=
 
1
;
 
-- незмінний

y
:
 
Some_type
;
 
-- змінний

```

Параметри підпрограми є незмінними в режимі in та змінними в режимах in out і out.
```
procedure
 
Do_it
(
a
: 
in
 
Integer
;
 
b
: 
in
 
out
 
Integer
;
 
c
: 
out
 
Integer
)
 
is

begin

  
-- а незмінний

  
b
:=
 
b
 
+
 
a
;

  
c
:=
 
a
;

end
 
Do_it
;

```

### C#
У майбутніх версіях C# можливо з'явиться ключове слово immutable, за допомогою якого можна буде визначати незмінний тип на основі його сигнатури. Поки ж нам доводиться користуватися тим, що є.
Візьмемо для прикладу клас RGBColor, що описує деякий колір в колірній моделі RGB:
```
public
 
class
 
RGBColor

{

  
public
 
int
 
Red
 
{
 
get
;
 
set
;
 
}

  
public
 
int
 
Green
 
{
 
get
;
 
set
;
 
}

  
public
 
int
 
Blue
 
{
 
get
;
 
set
;
 
}

  
public
 
RGBColor
(
int
 
red
 
=
 
0
,
 
int
 
green
 
=
 
0
,
 
int
 
blue
 
=
 
0
)

  
{

    
Red
 
=
 
red
;

    
Green
 
=
 
green
;

    
Blue
 
=
 
blue
;

  
}

}

```

Цей клас має автоматичні властивості як для читання, так і для запису і необов'язкові параметри, які дозволяють користувачу опускати значення для будь-яких компонентних кольорів.
Для перетворення даного класу в незмінний об’єкт перш за все зробимо його сетери приватними (private)
```
public
 
class
 
RGBColor

{

  
public
 
int
 
Red
 
{
 
get
;
 
private
 
set
;
 
}

  
public
 
int
 
Green
 
{
 
get
;
 
private
 
set
;
 
}

  
public
 
int
 
Blue
 
{
 
get
;
 
private
 
set
;
 
}

  
public
 
RGBColor
(
int
 
red
 
=
 
0
,
 
int
 
green
 
=
 
0
,
 
int
 
blue
 
=
 
0
)

  
{

    
Red
 
=
 
red
;

    
Green
 
=
 
green
;

    
Blue
 
=
 
blue
;

  
}

}

```

Тепер об'єкт не може бути змінений ззовні, однак всередині він так само може змінюватись. Необхідно позбутись від сеттерів і впровадити поля тільки для читання (readonly). Також змінимо будову конструктора, перетворивши його необов’язкові поля на обов’язкові.
```
public
 
class
 
RGBColor

{

  
private
 
readonly
 
int
 
red
;

  
private
 
readonly
 
int
 
green
;

  
private
 
readonly
 
int
 
blue
;

  
public
 
int
 
Red
 
=>
 
red
;

  
public
 
int
 
Green
 
=>
 
green

  
public
 
int
 
Blue
 
=>
 
blue
;

  
public
 
RGBColor
(
int
 
red
,
 
int
 
green
,
 
int
 
blue
)

  
{

    
this
.
red
 
=
 
red
;

    
this
.
green
 
=
 
green
;

    
this
.
blue
 
=
 
blue
;

  
}

}

```

Отже, можна виділити 3 прості кроки для створення незмінного класу в С#:
- Видалити сетери.
- Перетворити приватні поля на readonly (або створити їх якщо вони не існують).
- Змінити конструктор так, щоб він вимагав всі необхідні параметри під час створення нового об’єкту [2].

### C++
В C++, реалізація константності класу Cart дозволено створювати нові екземпляри класу незмінними, з використанням ключового слова const (незмінний) або змінним, за бажанням, забезпечуючи дві різні версії методу getItems(). 
(Відмітимо, що в C++ це не обов'язково — і фактично не можливо — створити спеціалізований конструктор для незмінних екземплярів const.)
```
template
<
typename
 
T
>

class
 
Cart
 
{

  
private
:

   
std
::
vector
<
T
>
 
items
;

  
public
:

   
Cart
(
const
 
std
::
vector
<
T
>&
 
v
)
:
 
items
(
v
)
 
{
 
}

   
std
::
vector
<
T
>&
 
getItems
()
 
{
 
return
 
items
;
 
}

   
const
 
std
::
vector
<
T
>&
 
getItems
()
 
const
 
{
 
return
 
items
;
 
}

   
int
 
total
()
 
const
 
{
 
/* повертає суму */
 
}

 
};

```

Якби в класі було поле, яке є вказівником чи посиланням на інший об'єкт, то все одно можливо змінювати об'єкт, на який посилається такий вказівник або посилання в константному методі, без помилки порушення константності. Можна стверджувати, що об'єкт в такому випадку не є цілком незмінним. C++ також забезпечує абстрактну незмінність (на відміну від незмінності даних) за допомогою ключового слова  mutable, що дозволяє змінювати змінну член класу в середині методу, що оголошений як const.
```
template
<
typename
 
T
>

class
 
Cart
 
{

  
private
:

   
std
::
vector
<
T
>
 
items
;

   
mutable
 
int
    
costInCents
;

   
mutable
 
bool
   
totaled
;

  
public
:

   
Cart
(
const
 
std
::
vector
<
T
>&
 
v
)
:
 
items
(
v
),
 
totaled
(
false
)
 
{
 
}

   
const
 
std
::
vector
<
T
>&
 
getItems
()
 
const
 
{
 
return
 
items
;
 
}

   
int
 
total
()
 
const
 
{

      
if
 
(
!
totaled
)
 
{

         
costInCents
 
=
 
0
;

         
for
 
(
std
::
vector
<
T
>::
const_iterator
 
itor
 
=
 
items
.
begin
();
 
itor
 
!=
 
items
.
end
();
 
++
itor
)

            
costInCents
 
+=
 
itor
->
costInCents
();

         
totaled
 
=
 
true
;

      
}

      
return
 
costInCents
;

   
}

 
};

```

### D
В мові D існують два класифікатори типу - const та immutable - для незмінних об'єктів . На відміну класифікаторів const (C++), final (Java) і readonly (C#), вони є транзитивними і повторно застосовуваними до будь-якого типу, досяжного через посилання такої змінної. Різниця між const і immutable полягає в тому, для чого вони використовуються. const є властивістю змінної: таким чином цілком коректно можуть існувати змінні посилання на згадане значення (referred value), тобто значення може насправді змінитися. На противагу const, immutable - це властивість згаданого значення (referred value), тобто значення і все транзитивно досяжне від нього не може змінюватися (без порушення системи типів, що може призвести до невизначеної поведінки). Будь-яке посилання на таке значення має бути позначене const або immutable. В основному для будь-якого невизначеного типу T, const(T) є непересічним об'єднанням T (змінний) і immutable(T).
```
class
 
C
 
{

  
/*змінний*/
 
Object
 
mField
;

    
const
     
Object
 
cField
;

    
immutable
 
Object
 
iField
;

}

```

### Java
Класичним прикладом незмінного об'єкта є екземпляр класу Java String:
```
String
 
s
 
=
 
"ABC"
;

s
.
toLowerCase
();

```

Метод toLowerCase() не змінює дані "ABC", що містяться в s. Замість цього створюється новий об'єкт String, якому присвоюється значення "abc". Посилання на цей об'єкт String повертається методом toLowerCase(). Для того, щоб String s містив дані "abc", необхідний інший підхід:
```
s
 
=
 
s
.
toLowerCase
();

```

Тепер String s посилається на новий об'єкт String, який містить "abc". В синтаксисі оголошення класу String немає нічого, що могло б забезпечити його незмінність. Скоріше жоден з методів класу String ніколи не впливав на дані, які містить об'єкт String, що робить його незмінним.
Ключове слово final використовується для реалізації незмінних примітивних типів і об'єктних посилань , але саме по собі воно не може зробити об'єкти незмінними. Наведемо нижче деякі приклади.
Примітивні типи (int, long, short і т.д.) можуть бути перевизначені після першого визначення. Цього можна запобігти використовуючи ключове слово final.
```
int
 
i
 
=
 
42
;
 
// int є примітивним типом

i
 
=
 
43
;
 
// OK. Код скомпілюється

final
 
int
 
j
 
=
 
42
;

j
 
=
 
43
;
 
// код не скомпілюється. j з final не може бути перевизначеним

```

Посилальні типи не можна зробити незмінними використовуючи ключове слово final. final лише запобігає перепризначенню.
```
final
 
MyObject
 
m
 
=
 
new
 
MyObject
();
 
// m посилального типу

m
.
data
 
=
 
100
;
 
// OK. Ми можемо поміняти властивості об’єкта m (m змінний і final не змінює даний факт)

m
 
=
 
new
 
MyObject
();
 
// не скомпілюється. m є final, тому не може бути перевизначеним

```

У загальному випадку незмінний об'єкт може бути створений шляхом визначення класу, який не має жодного з його членів, і не має будь-яких сеттерів. Наступний клас створить незмінний об'єкт:
```
class
 
ImmutableInt
 
{

  
private
 
final
 
int
 
value
;

  
public
 
ImmutableInt
(
int
 
i
)
 
{

    
value
 
=
 
i
;

  
}

  
public
 
int
 
getValue
()
 
{

    
return
 
value
;

  
}

}

```

Як видно з наведеного вище прикладу, значення ImmutableInt може бути встановлено тільки при створенні екземпляра об'єкта і при наявності тільки геттера (getValue) стан об'єкта не може бути змінено після створення екземпляра.
Однак необхідно стежити за тим, щоб всі об'єкти, на які посилається даний об'єкт, також були незмінними. Наприклад, дозволяючи отримання посилання на масив або ArrayList, які будуть отримані через геттер, ми можемо допустити зміну внутрішнього стану об’єкта шляхом зміни масиву або колекції:
```
class
 
NotQuiteImmutableList
<
T
>
 
{

  
private
 
final
 
List
<
T
>
 
list
;

  
public
 
NotQuiteImmutableList
(
List
<
T
>
 
list
)
 
{

    
// створює новий ArrayList і зберігає посилання на нього.

    
this
.
list
 
=
 
new
 
ArrayList
(
list
);
 

  
}

  
public
 
List
<
T
>
 
getList
()
 
{

    
return
 
list
;

  
}

}

```

Проблема з наведеним вище кодом полягає в тому, що ArrayList можна отримати за допомогою getList і маніпулювати, що призведе до зміни стану самого об'єкта, тому він не є незмінним.
```
// notQuiteImmutableList містить "a", "b", "c"

List
<
String
>
 
notQuiteImmutableList
=
 
new
 
NotQuiteImmutableList
(
Arrays
.
asList
(
"a"
,
 
"b"
,
 
"c"
));

// тепер список містить "a", "b", "c", "d" -- цей список змінний

notQuiteImmutableList
.
getList
().
add
(
"d"
);

```

Один із способів обійти цю проблему - повернути копію масиву або колекції при виклиці геттера :
```
public
 
List
<
T
>
 
getList
()
 
{

  
// повертає копію списку, тому внутрішній стан початкового списку не може бути змінено

  
return
 
new
 
ArrayList
(
list
);

}

```

### JavaScript
У JavaScript деякі вбудовані типи (числа, рядки) незмінні, але користувальницькі об'єкти, як правило, змінюються.
```
function
 
doSomething
(
x
)
 
{
 
/* чи поміняє х свій первинний стан? */
 
};

var
 
str
 
=
 
'a string'
;

var
 
obj
 
=
 
{
 
an
:
 
'object'
 
};

doSomething
(
str
);
         
// рядки, числа і логічні типи незмінні, функція отримує копію

doSomething
(
obj
);
         
// об’єкти проходять за посиланням і змінні всередині функції

doAnotherThing
(
str
,
 
obj
);
 
// `str` не поміняється, але `obj` може помінятись

```

Щоб імітувати незмінність в об'єкті, властивості можна визначити як read-only (writable: false)
```
var
 
obj
 
=
 
{};

Object
.
defineProperty
(
obj
,
 
'foo'
,
 
{
 
value
:
 
'bar'
,
 
writable
:
 
false
 
});

obj
.
foo
 
=
 
'bar2'
;
 
// ігнорується

```

Проте, наведений вище підхід дозволяє додавати нові властивості. Крім того, можна використовувати Object.freeze, щоб зробити існуючі об'єкти незмінними. 
```
var
 
obj
 
=
 
{
 
foo
:
 
'bar'
 
};

Object
.
freeze
(
obj
);

obj
.
foo
 
=
 
'bars'
;
 
// не можна змінити властивість, ігнорується

obj
.
foo2
 
=
 
'bar2'
;
 
// не можна додати властивість, ігнорується

```

З моменту впровадження React, незмінний стан все частіше використовується в JavaScript-і, що сприяє поширення потоко подібних моделей, таких як Redux .